# أنطونيو دي ناردو (لاعب كرة قدم)
أنطونيو دي ناردو (بالإيطالية: Antonio Di Nardo)‏ (مواليد 30 سبتمبر 1998) هو لاعب كرة قدم إيطالي يلعب كمهاجم لسونا كالتشيو.